# 続・終物語
『続・終物語』（ゾク・オワリモノガタリ）は、西尾維新による青春怪異小説。〈物語〉シリーズの通巻18巻目として講談社BOXレーベルにて2014年9月に刊行された。イラストはVOFANが手掛けている。

## 概要
現代の怪異を描き、大ヒットした『化物語』のその後を描いた〈物語〉シリーズ・ファイナルシーズンの最終巻。前作『終物語』の阿良々木暦（あららぎこよみ）の高校卒業をもって物語シリーズ本編は完結を迎え、本作はおまけの一冊となっている。収録されているエピソードは「最終話・こよみリバース」。全てが裏になった鏡の世界での暦の活躍を描く。従来のシリーズで1話限り登場し、去って行ったサブキャラクターたちが総登場しており、シリーズ最終巻ならではの「裏面」的な展開となっている。なお、当初のサブタイトルは、「第本話 こよみブック」の予定だった。
パッケージイラストには鏡の世界の老倉育（おいくらそだち）が描かれている。
本書の刊行を記念して、物語シリーズ全18巻から100のセリフを引用したウェブサイト「MONOGATARI DROPS」が公開された。

## あらすじ
私立直江津高校の三年生になる春休みに吸血鬼になった阿良々木暦は紆余曲折を経て、高校を卒業した。その翌日、洗面台で顔を洗っていると、鏡に映った自分の姿が静止していることに気付いた。思わず鏡に手を伸ばすと、その鏡面に泥沼のように沈み込んでしまう。
暦はその後、何かがおかしいことに気付く。自分よりも身長の大きいはずの火憐が小さく、無表情のはずの余接がキメ顔を決める。影の中にいるはずの忍は何の反応も示さない。この異常事態に暦は北白蛇神社の神になった八九寺を訪ねるのだが、そこにいたのは永遠の小学五年生ではなく、大人になった八九寺真宵さん21歳であった。真宵は暦が鏡の世界に来たのだと言う。
文字は全て反転し、自転車のブレーキレバーも逆（左ブレーキが前輪、右ブレーキが後輪）になっている。暦は元の世界に戻るべく奔走する。

## 登場人物
阿良々木 暦（あららぎ こよみ）
声 - 神谷浩史
本作の主人公。この春、めでたく直江津高校を卒業した18歳の青年。とはいえ大学の合否はまだ分かっておらず不安になっている。一年前「傷物語 第零話 こよみヴァンプ」にて女吸血鬼に噛まれた首筋の傷を隠すためにずっと髪を切っていない。本作では鏡の世界ということで「ドラえもん のび太と鉄人兵団」をヒントにお風呂から元の世界に戻ろうとする。
阿良々木 火憐（あららぎ かれん）
声 - 喜多村英梨
「偽物語 第六話 かれんビー」に登場した暦の妹。本作ではなぜか身長が小さくなっている。
阿良々木 月火（あららぎ つきひ）
声 - 井口裕香
「偽物語 最終話 つきひフェニックス」に登場した火憐の妹。火憐は小さくなったが、月火は特に変化していない。その理由を暦は本屋での試行錯誤や、神社での問答で推理・理解するようになる。
斧乃木 余接（おののき よつぎ）
声 - 早見沙織
「憑物語 第体話 よつぎドール」に登場した死体から作られた人形の怪異。「例外のほうが多い規則（アンリミテッド・ルールブック）」という体の一部を肥大化させる能力を持ち、圧倒的な破壊力を持つだけでなく、その反発力で跳躍することができる。
八九寺 真宵（はちくじ まよい）
声 - 加藤英美里
「化物語 第二話 まよいマイマイ」にて暦が助けた少女の幽霊。神が祀られていないために霊的に不安定になっていたこの町を平定するために北白蛇の神になった。本作では「傾物語 第閑話 まよいキョンシー」のように成長した21歳の成人女性の姿で登場する。
レイニー・デヴィル
声 - 沢城みゆき
暦の後輩・神原駿河（かんばるするが）の鏡の世界での姿。「化物語 第三話 するがモンキー」に登場した黄色い雨合羽に赤い長靴を着用、猿の手を持った怪異として登場。ブロック塀を素手で破壊する怪力と、自転車にも追いつく瞬足を持つ。
ブラック羽川
声 - 堀江由衣
暦の同級生・羽川翼の鏡の世界での姿。「猫物語（黒） 第禁話 つばさファミリー」に登場したような腰まで伸びた真っ白な長髪に猫耳をした怪異として登場。水玉模様のストラップレスのブラジャーに白黒のストライプ柄のショーツを身に着けている。
老倉 育（おいくら そだち）
声 - 井上麻里奈
「終物語 第二話 そだちリドル・第三話 そだちロスト」に登場した数学パズルの好きな少女。この世界では暦の幼馴染として阿良々木家で兄妹同然に育てられた。元の世界の育は気難しかったが、この世界では明るく人懐っこい性格になっている。ショートパンツとキャミソールを身に着けている。
千石 撫子（せんごく なでこ）
声 - 花澤香菜
「化物語 第四話 なでこスネイク」で暦に憧れていた中学生の少女。この世界では「囮物語 第乱話 なでこメドゥーサ」に登場した蛇神クチナワさんの乱暴な口調でしゃべる「キレ子」になっている。暦はこの状態の撫子には会ったことがないため「千石誰子さん?」と困惑する。
忍野 忍（おしの しのぶ）
声 - 坂本真綾
「アニメ〈物語〉シリーズ ヒロイン本 其ノ參 忍野忍」収録の「うつくし姫」に登場したキスショット・アセロラオリオン・ハートアンダーブレードの人間だった頃の姿。彼女と謁見していると、その余りの高貴さに自殺したくなってくる。
臥煙 遠江（がえん とおえ）
声 - 根谷美智子
「花物語 第変話 するがデビル」に登場した、神原駿河が子供のころに他界したはずの駿河の母親。
羽川 翼（はねかわ つばさ）
声 - 堀江由衣
暦のクラスメイトの少女。現在は海外を旅しているはずだが、「傾物語 第閑話 まよいキョンシー」に登場した6歳の幼女の姿で登場する。
忍野 扇（おしの おうぎ）
声 - 水橋かおり
「終物語 第一話 おうぎフォーミュラ・第七話 おうぎダーク」に登場した、批判精神が実体化した怪異。少女のはずだが学ランを着て登場する。
戦場ヶ原 ひたぎ（せんじょうがはら ひたぎ）
声 - 斎藤千和
「化物語 第一話 ひたぎクラブ」に登場した阿良々木暦の恋人。高校を卒業し、イメージチェンジをしようとツインテールにしている。

## 書籍
- 西尾維新（著） / VOFAN（イラスト） 『続・終物語』 講談社〈講談社BOX〉、2014年9月17日第1刷発行（9月18日発売[3]）、ISBN 978-4-06-283878-8

## テレビアニメ
全6話構成のテレビシリーズとして制作された。放送に先駆けて、2018年11月10日より劇場でイベント上映。2019年5月から6月までTOKYO MXほかにて放送された。

### スタッフ
- 原作 - 西尾維新[2]
- キャラクター原案 - VOFAN[2]
- 監督 - 新房昭之[2]
- シリーズ構成 - 東冨耶子、新房昭之[2]
- 脚本 - 木澤行人
- キャラクターデザイン・総作画監督 - 渡辺明夫[2]
- 音楽 - 羽岡佳
- アニメーション制作 - シャフト[2]
- 製作 - アニプレックス、講談社、シャフト

### 主題歌
オープニングテーマ「07734」
作詞 - meg rock / 作曲・編曲 - 神前暁、ミト / 語 - 阿良々木暦（神谷浩史）
エンディングテーマ「azure」
作詞 - ハヤシケイ / 作曲 - 秋葉広大 / 編曲 - 毛蟹 / 歌 - TrySail

### 各話リスト
| 話数  | サブタイトル          | 絵コンテ   | 演出       | 作画監督                                                 |
| ----- | --------------------- | ---------- | ---------- | -------------------------------------------------------- |
| 第1話 | こよみリバース 其ノ壹 | 吉澤翠     | 吉澤翠     | 宮嶋仁志、佐藤隼也、秋葉徹                               |
| 第2話 | こよみリバース 其ノ貳 | 大石美絵   | 川崎ゆたか | 渥美智也、清水勝祐、牛ノ濱由惟                           |
| 第3話 | こよみリバース 其ノ參 | 岡田堅二朗 | 岡田堅二朗 | 浅井昭人、野道佳代、高野晃久、秋葉徹、伊藤良明、渥美智也 |
| 第4話 | こよみリバース 其ノ肆 | 安食圭     | 浅見隆司   | 清水勝祐、佐藤隼也、秋葉徹、宮嶋仁志                     |
| 第5話 | こよみリバース 其ノ伍 | 大石美絵   | 吉澤翠     | 渥美智也、伊藤良明、牛ノ濱由惟、浅井昭人、秋葉徹         |
| 第6話 | こよみリバース 其ノ陸 | 大谷肇     | 大谷肇     | 高野晃久、杉山延寛、宮嶋仁志、野道佳代、秋葉徹、佐藤隼也 |

### 放送局
| 放送期間                | 放送時間                     | 放送局       | 対象地域 | 備考                      |
| ----------------------- | ---------------------------- | ------------ | -------- | ------------------------- |
| 2019年5月19日 - 6月23日 | 日曜 0:00 - 0:30（土曜深夜） | TOKYO MX     | 東京都   |                           |
|                         |                              | 群馬テレビ   | 群馬県   |                           |
|                         |                              | とちぎテレビ | 栃木県   |                           |
|                         |                              | BS11         | 日本全域 | BS放送 / 『ANIME+』枠     |
| 2019年5月20日 - 6月24日 | 月曜 21:30 - 22:00           | AT-X         | 日本全域 | CS放送 / リピート放送あり |

### BD / DVD
| 巻                | 発売日         | 収録話                                                                             | コメンタリー | 規格品番      | 規格品番     | 規格品番   |
| 巻                | 発売日         | 収録話                                                                             | コメンタリー | BD限定版      | DVD限定版    | DVD通常版  |
| ----------------- | -------------- | ---------------------------------------------------------------------------------- | --- | ------------- | ------------ | ---------- |
| こよみリバース 上 | 2019年2月27日  | 第1話 - 第3話                                                                      | 第1話：八九寺真宵、斧乃木余接 第2話：老倉育、阿良々木火憐 第3話：千石撫子、阿良々木月火                                         | ANZX-13821/2  | ANZB-13821/2 | ANSB-13821 |
| こよみリバース 下 | 2019年3月27日  | 第4話 - 第6話                                                                      | 第4話：斧乃木余接、キスショット・アセロラオリオン・ハートアンダーブレード 第5話：忍野扇、千石撫子 第6話：戦場ヶ原ひたぎ、羽川翼 | ANZX-13823/4  | ANZB-13823/4 | ANSB-13823 |
| BOX               | 2022年12月21日 | 『憑物語』全4話 『暦物語』全12話 『終物語』全20話、総集篇全2話 『続・終物語』全6話 | 以前に発売された『憑物語』『暦物語』『終物語』『続・終物語』のBD / DVDに収録されたものを全て収録                                | ANZX-16531〜8 | -            | -          |